# 585
Cette page concerne l'année 585  du calendrier julien. Pour l'année 585 av. J.-C., voir 585 av. J.-C.
L'année 585 est une année commune qui commence un lundi.

## Événements
- Été : le général byzantin Philippicus poursuit les opérations contre les Perses en Arzanène[1].
- Septembre : Yōmei devient empereur du Japon (fin en 587)[2]. Guerres entre les clans Soga et Mononobe pour l’hégémonie (585-587). Les Mononobe, partisans de l’ordre ancien, brûlent les temples à mesure que les édifient les Soga, partisans du bouddhisme et de l’ordre nouveau[3].

- En Chine, Xiao Cong (en) (nom posthume Xiao Jingdi) succède à Xiao Kui (en) (nom posthume Xiao Mingdi) comme dirigeant de la dynastie Liang du Sud (fin de règne en 587)[4].

### Europe
- Entrevue de Chalon entre Gontran et Childebert II[5]. La majorité de Childebert II d’Austrasie est proclamée et son oncle confirme son adoption. Brunehilde reprend le pouvoir et se réconcilie avec Gontran. Elle se débarrasse des ducs d'Austrasie sous le prétexte d'un complot ourdi par Rauching, Ursion et Berthefried. L'évêque de Reims Ægidius est déposé[6].
- 11 février : début du siège de Comminges où s'est retiré le prétendant mérovingien Gondovald[7] par Leudégésile, général des troupes du roi Gontran.
- Mars, Comminges : les assiégeants négocient secrètement avec Mummolus et des autres conjurés, pour qu’ils livrent Gondovald en échange de leurs vies sauves. Gondovald, trahi, est chassé de la ville et mis à mort, puis les assiégeants détruisent Comminges et en massacrent les habitants. Mummolus est tué avec les principaux conjurés[6].
- 13 avril : Herménégild est décapité sur ordre de son père Léovigild[8]. Son épouse, la princesse franque Ingonde doit se réfugier en Afrique[9].
- Printemps-été : deux armées de Gontran attaquent la Septimanie conjointement par Carcassonne (Terentiole, comte de Limousin) et Nîmes (Nicetius). Ses troupes sont repoussées avec de grandes pertes par Récarède, fils de Léovigild[9].
- 21 juin, Saint Jean : date prévue pour le baptême de Clotaire II, déjà reporté à Noël 584 et à Pâques[10]. Gontran se déplace à Paris pour le parrainer. Frédégonde jure devant lui, trois évêques et trois cents notables de Neustrie, que l'enfant est bien fils de Chilpéric Ier[11]. Mais le baptême est annulé.
- 6 juillet, Orléans[12]. Grégoire de Tours obtient de Gontran le pardon de Garacharius, comte de Bordeaux, du duc Bladaste et du saxon Chuldericus, compromis dans la révolte de Gondovald[13].
- 23 août : Gontran est à Autun où il apprend l'échec de ses troupes en Septimanie[9].
- Été : le général byzantin Comentiolus se rend à Andrinople et bat une horde de Slaves menés par Ardagast, près du fort d'Ansinon dans le district d'Astice[14].
- 1er octobre : la fête de saint Remi est célébrée à la cour austrasienne de Metz[15]. À la fin du mois, Childebert tient un plaid dans sa villa de Belsonacum (peut-être Bastogne ou Bulson plutôt Bellain (Hautbellain ou Basbellain) au Luxembourg dans les Ardennes) lors duquel il réclame à l'empereur Maurice le retour de sa sœur Ingonde qu'il croit encore en vie[9]. Gontran Boson, cité devant cette assemblée pour violation de sépulture, doit fuir[16].
- 23 octobre : ouverture du concile de Mâcon[17]. Théodore de Marseille et les évêques aquitains impliqués dans la révolte de Gondovald sont jugés. Seul l'évêque de Cahors Ursicinus est excommunié et Faustianus de Dax, nommé par Gondovald, déposé. L'Église catholique commence à percevoir un impôt de 10 %, la dîme[13]. Interdiction aux évêques d’avoir leur chien dans leur maison de peur qu’il n’éloigne ou ne morde les visiteurs[18]. Les travaux des champs sont interdits le dimanche sous peine de châtiment corporel[19].
- 10 novembre : édit de Péronne. Gontran confirme les décisions prises à Mâcon[13]. Le texte de l'édit est peut-être dû à Asclepiodote, référendaire d’origine romaine[20].

- Victoire de Léovigild sur les Suèves à Bracara et Portucale. Le roi Andeca est déposé ; le royaume suève est incorporé au royaume wisigoth[21]. Début de la révolte de Malaric contre le pouvoir wisigoth en Galice[22].
- Les Wisigoths prennent Ugernum, Arelaterise castrum (Beaucaire), qui apparaît comme un élément du système de défense de la ville d'Arles tenue par les Francs en 585 et en 587[23]. Inondation des faubourgs d'Arles lors du siège de la ville par Récarède ; le cirque romain dévasté ne sera jamais réhabilité[24].
- La Gaule subit une famine. Les pauvres sont souvent réduits en esclavage contre un peu de nourriture[25].
- Incendie de Paris[26].

## Décès en 585
- 13 avril : Herménégild, prince wisigoth.
- 14 septembre : Bidatsu, empereur du Japon.